# Internationales Polarjahr

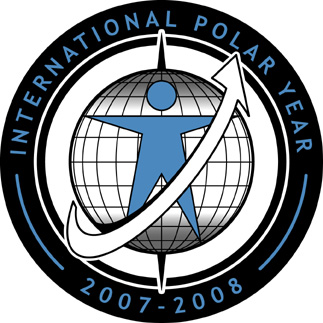
Logo des IPY 2007–2008

Das Internationale Polarjahr (kurz IPY für englisch International Polar Year) ist ein internationales Programm zur Erforschung der Polarregionen, koordiniert vom Internationalen Wissenschaftsrat (International Council for Science, ICSU) mit nationaler Förderung.
- Carl Weyprecht, ein österreich-ungarischer Marineoffizier, initiierte das 1. Polarjahr (1882–1883), erlebte aber seinen Beginn nicht mehr.
- 50 Jahre später (1932–1933) fand das 2. Polarjahr statt.
- Das Internationale Geophysikalische Jahr wurde vom IPY inspiriert und fand gleichzeitig mit dem 3. Polarjahr (1957–1958) statt.
- Das 4. Polarjahr begann im März 2007 und dauerte bis März 2008.

Der Verlauf über den Jahreswechsel hängt damit zusammen, dass die arktischen Polargebiete nur im Sommer mit Schiffen zu erreichen sind.

## Weblinks

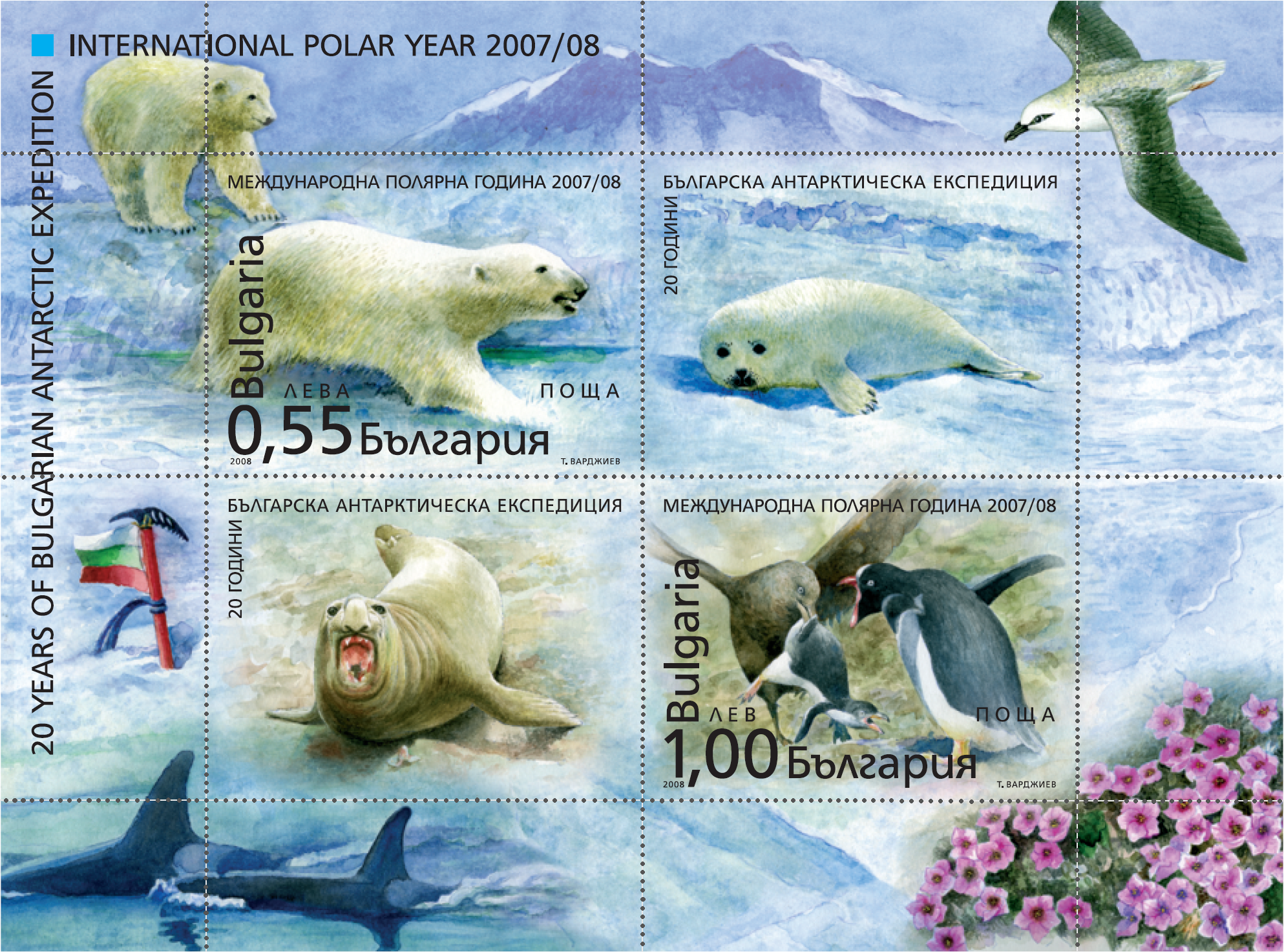
Zum IPY 2007/08 von Bulgarien herausgegebener Briefmarkenblock